# 韋伊諾·林納
韋伊諾·林納（芬蘭語：Väinö Linna，1920年12月20日—1992年4月21日）是芬蘭作家。他出生于乌尔亚拉一个屠夫家庭，后来在坦佩雷一家工厂当过工人。他的第三部小說《無名戰士》（1954年出版）讓其獲得名譽，之後以三部曲《在北极星下》(，1959 - 1963年出版）鞏固其文學地位。
1963年林纳获得北欧理事会文学奖，1965年被授予坦佩雷大学名誉博士，1980年芬兰总统授予他“科学院院士”的荣誉称号。

## 作品
- (1947) 《目标》（Päämäärä）
- (1948) 《黑色的爱情》（Musta rakkaus）
- (1949–53) Messias, (未完成)
- (1954) 《無名戰士》（Tuntematon sotilas）
- (1959–63) 《在北极星下》三部曲（Täällä Pohjantähden alla I–III）
- (1967) Oheisia
- (1990) Murroksia
- (2000) 《战争小说》（Sotaromaani），《无名战士》的未被剪辑的原稿

### 《无名战士》
《无名战士》描写了二战芬苏战争中芬兰下级官兵的战斗生活和思想感情，表达了芬兰人民捍卫芬兰独立的决心和意志。

### 《在北极星下》
《在北极星下》描写了海梅地方一个小村庄的变迁，反映了社会各阶层对土地所有制、妇女地位、民族觉醒运动和语言运动的不同态度。